# Pteronymia cotytto
Pteronymia cotytto är en fjärilsart som beskrevs av Guérin 1844. Pteronymia cotytto ingår i släktet Pteronymia och familjen praktfjärilar. Inga underarter finns listade.

## Bildgalleri

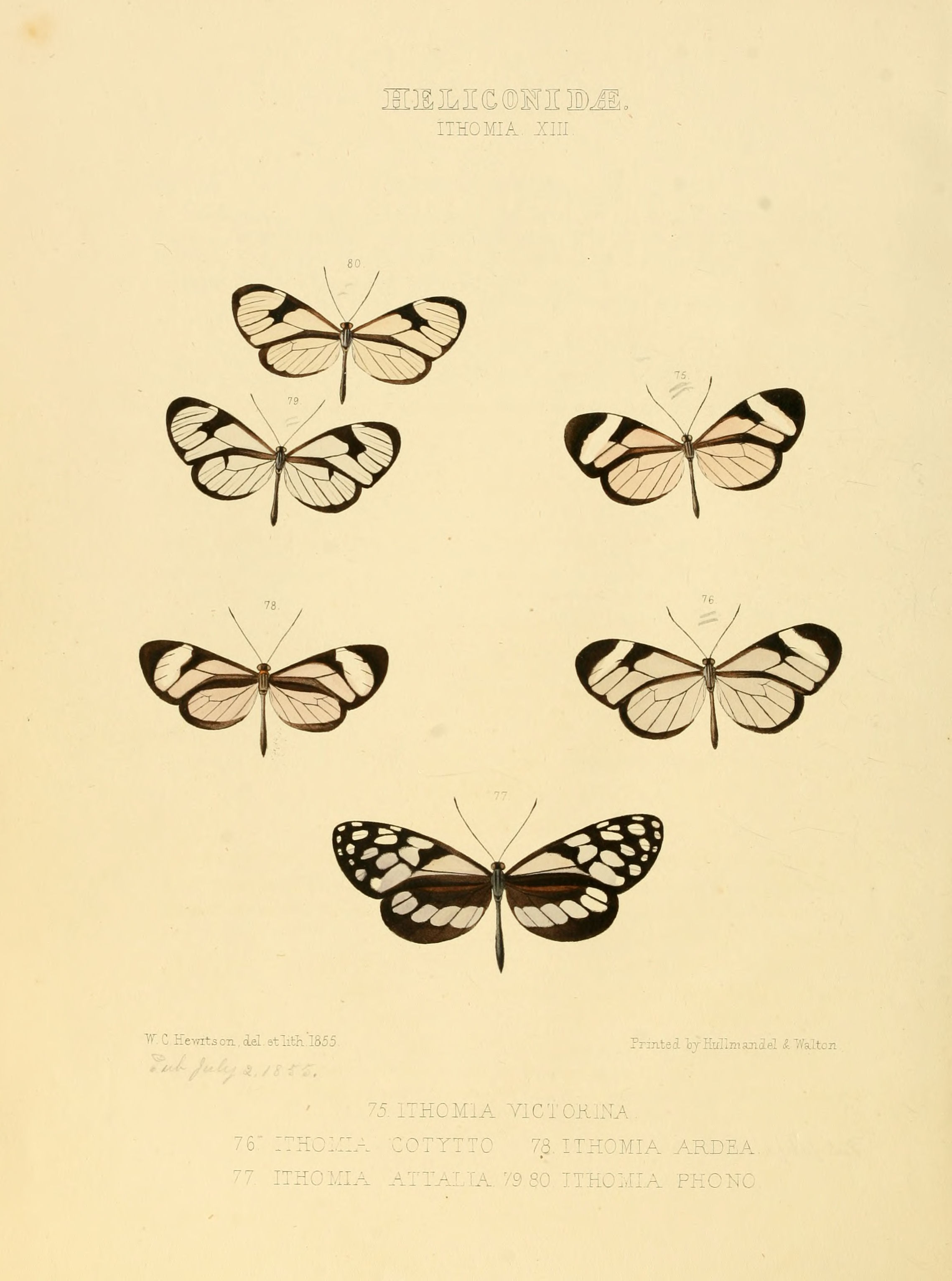